# Trophée des champions 2007
Trophée des champions 2007 byl zápas Trophée des champions, tedy francouzského fotbalového Superpoháru. Střetly se v něm týmy Olympique Lyonnais jakožto vítěz Ligue 1 ze sezóny 2006/07, a celek FC Sochaux-Montbéliard, který vyhrál ve stejné sezóně francouzský fotbalový pohár (Coupe de France).
Utkání se odehrálo 28. července 2007 na Stade Gerland v Lyonu. O poločase byl stav 2:1 pro tým Olympique Lyonnais, který nakonec tímto výsledkem soupeře porazil a radoval se z triumfu. Pro Lyon to bylo sedmé prvenství v soutěži (a šesté v řadě), v minulosti trofej získal ještě v letech 1973 a 2002–2006. Sochaux naopak přišel o možnost získat vůbec první trofej ve francouzském Superpoháru.

## Detaily zápasu
| 28. července 2007  |        |                        |                                                            |
| Olympique Lyon     | 2 : 1  | FC Sochaux-Montbéliard | Stade Gerland, Lyon diváci: 30 413 rozhodčí: Sandryk Biton |
| Govou 21' Cris 43' | Report | Birsa 13'              | Stade Gerland, Lyon diváci: 30 413 rozhodčí: Sandryk Biton |

| Olympique Lyon | FC Sochaux-Montbéliard |

| GK           | 23 | Grégory Coupet     |     |     |
| RB           | 2  | François Clerc     |     | 81' |
| CB           | 4  | Patrick Müller     |     |     |
| CB           | 3  | Cris               |     |     |
| LB           | 20 | Anthony Réveillère |     |     |
| RM           | 14 | Sidney Govou       |     |     |
| CM           | 6  | Kim Källström      |     |     |
| CM           | 28 | Jérémy Toulalan    | 69' |     |
| LM           | 23 | Abdul Kader Keïta  |     | 67' |
| FW           | 7  | Milan Baroš        |     | 67' |
| FW           | 10 | Karim Benzema      |     |     |
| Náhradníci:  |    |                    |     |     |
| GK           | 30 | Rémy Vercoutre     |     |     |
| DF           | 11 | Fabio Grosso       |     | 81' |
| DF           | 32 | Sandy Paillot      |     |     |
| MF           | 5  | Mathieu Bodmer     |     | 67' |
| MF           | 18 | Hatem Ben Arfa     |     | 67' |
| MF           | 26 | Fábio Santos       |     |     |
| FW           | 12 | Loïc Rémy          |     |     |
| Trenér:      |    |                    |     |     |
| Alain Perrin |    |                    |     |     |

| GK             | 16 | Teddy Richert    |     |     |
| RB             | 2  | Rabiu Afolabi    |     |     |
| CB             | 14 | Bojan Jokić      | 69' |     |
| CB             | 23 | Hakim El Bounadi |     |     |
| LB             | 28 | Stéphane Pichot  |     |     |
| RM             | 7  | Romain Pitau     |     |     |
| CM             | 12 | Michaël Isabey   |     |     |
| CM             | 19 | Badara Sène      | 55' | 73' |
| LM             | 6  | Stéphane Dalmat  |     | 85' |
| FW             | 4  | Sébastien Grax   |     |     |
| FW             | 20 | Valter Birsa     |     | 52' |
| Náhradníci:    |    |                  |     |     |
| GK             | 30 | Matthieu Dreyer  |     |     |
| DF             | 34 | Maxime Josse     |     |     |
| MF             | 29 | Vincent Nogueira |     |     |
| FW             | 10 | Alvaro Santos    |     | 85' |
| FW             | 11 | Julien Quercia   |     | 73' |
| FW             | 26 | Mevlüt Erdinç    | 57' | 52' |
| Trenér:        |    |                  |     |     |
| Frédéric Hantz |    |                  |     |     |

| Asistenti rozhodčího: Jean-Marie Cazali Eric Dansault Čtvrtý rozhodčí: Gaël Lecellier Delegát zápasu: Dominique Federico Asistenti delegáta: Jacques Blondeau Dominique Coutot Muž zápasu Cris (Olympique Lyonnais) | Pravidla - 90 minut. - 2×15 minut prodloužení, pokud je stav vyrovnaný po řádné hrací době. - Penaltový rozstřel, pokud je stav vyrovnaný i po prodloužení. - 7 povolených náhradníků na lavičce každého týmu. - Maximálně 3 střídání hráčů pro každé mužstvo. |